# 휴대 전화 폼 팩터
휴대 전화의 폼 팩터는 주요 부품의 위치, 크기, 모양, 스타일을 이루고 있다.

## 움직이는 부분이 없는 형태

### 바
바(bar, 슬랩, 블록, 캔디바) 전화는 직육면체의 모양을 취하며, 곡선 형태의 모퉁이가 있는 것이 보통이다. 이 이름은 크기와 모양 면에서 초콜릿 바과 매우 비슷한 데에서 비롯된 것이다.
- 소닉 에릭슨 W800i (2005년)
- Siemens S25 (1999년)
- 노키아 7600

#### 키보드 바
전면에 풀 QWERTY 자판이 있는 바 형태이다.
- Palm Treo 650
- Motorola Q
- 노키아 E61 (2006년)
- BlackBerry Curve 8310 (2007년)
- 노키아 C3-00 (2010년)
- BlackBerry Q10 (2013년)

### 브릭
브릭(brick)은 구식의 거대한 직사각형 전화를 가리킬 때 사용하는 속어이다.
- Motorola DynaTAC 8000X (1984년)
- Mobira Cityman 450 (1985년)
- NEC P9100 (1988년)

### 슬레이트
슬레이트(slate) 또는 슬레이드(slade)는 물리적 버튼이 없거나 거의 없는 대신 터치스크린과 온스크린 키보드에 의존하는 스마트폰을 의미한다. 처음 사용화된 터치스크린 폰은 1994년 출시된 브릭 폰인 IBM 사이먼 퍼스널 커뮤니케이터였다.
- HTC Magician (2004년)
- LG 프라다 (2006년)
- 삼성 토코 라이트 (2009년)
- An 아이폰 4S (2011년)
- Nokia/Microsoft Lumia 슬레이트 스마트폰들의 모임

#### 패블릿
패블릿은 슬레이트/터치스크린의 하위 분류이다. 폰(phone)과 태블릿(tablet)의 혼성어이다.
- 삼성 갤럭시 노트 10
- BlackBerry Z30
- Nokia Lumia 1520

#### 멀티스크린
멀티스크린(multi-screen)은 기본적으로 슬레이트 폼 팩터이지만 2개의 터치스크린이 있다.

### 타코
타코(taco) 폼 팩터는 2003년 출시된 N-게이지를 통해 유명해졌다.
- N-Gage QD

### 웨어러블

#### 워치폰
- LG GD910 (2009년)
- Z1 안드로이드 워치폰
- 삼성 갤럭시 워치 시리즈

## 움직이는 부분이 있는 형태

### 플립
- Motorola StarTAC
- Kyocera 6035
- Palm Treo 300
- 일본 NTT 도코모 D506i 플립폰 (미쓰비시 그룹 제조)
- Sony Ericsson W350

#### 폴더블 스크린
디스플레이 기술의 진보로 말미암아 2010년대 기준으로 OLED 화면은 유연한 플라스틱 기질로 제조할 수 있게 되었다. 유리는 더 이상 필요하지 않으며 디스플레이는 말거나 굽히거나 접을 수 있다.

### 슬라이더
- Samsung SGH-D500
- T-Mobile Sidekick II
- BlackBerry Torch 9800
- 노키아 7110
- 노키아 N95
- 노키아 7280
- 모토로라 모토쿼티
- 노키아 E7
- Xperia Play

#### 팝업 카메라
오포 Find X, Vivo Nex, LG Wing 등의 전화는 장치 안에 전면 카메라를 숨겨두어 베젤이 없는 전면 화면을 가능케 하며 필요할 때마다 전면 카메라를 노출시킨다.

### 스위블
- Sony Ericsson W550i
- Motorola Flipout
- 노키아 3250

### 혼합
- Nokia E70
- 노키아 N93
- NTT 도코모 파나소닉 P906i, W-Open(일본어판)
- KDDI 샤프 W61SH (일본)